# Крушев-Дол
Крушев-Дол (болг. Крушев дол) — село в Болгарии. Находится в Смолянской области, входит в общину Мадан. Население составляет 7 человек.

## Политическая ситуация
Крушев-Дол подчиняется непосредственно общине и не имеет своего кмета.
Кмет (мэр) общины Мадан — Атанас Александров Иванов (Болгарская социалистическая партия (БСП))по результатам выборов в правление общины.